# Main-Tauber-Kreis
Main-Tauber-Kreis – powiat w Niemczech, w kraju związkowym Badenia-Wirtembergia, w rejencjiStuttgart, w regionie Heilbronn-Franken. Stolicą powiatu jest miasto Tauberbischofsheim.

## Podział administracyjny
W skład powiatu wchodzi:
- jedenaście gmin miejskich (Stadt)
- siedem (pozostałych) gmin (Gemeinde)
- cztery wspólnoty administracyjne (Vereinbarte Verwaltungsgemeinschaft)

Miasta:
| Lp. | Nazwa miasta       | Ludność (31.12.2010) | Powierzchnia km² |
| --- | ------------------ | -------------------- | ---------------- |
| 1   | Bad Mergentheim    | 22.394               | 129,97           |
| 2   | Boxberg            | 6.967                | 101,81           |
| 3   | Creglingen         | 4.679                | 117,22           |
| 4   | Freudenberg        | 3.884                | 34,78            |
| 5   | Grünsfeld          | 3.703                | 44,72            |
| 6   | Külsheim           | 5.437                | 81,46            |
| 7   | Lauda-Königshofen  | 14.624               | 94,47            |
| 8   | Niederstetten      | 5.222                | 104,06           |
| 9   | Tauberbischofsheim | 13.101               | 69,31            |
| 10  | Weikersheim        | 7.431                | 80,94            |
| 11  | Wertheim           | 23.552               | 138,63           |

Pozostałe gminy:
| Lp. | Nazwa gminy    | Ludność (31.12.2010) | Powierzchnia km² |
| --- | -------------- | -------------------- | ---------------- |
| 1   | Ahorn          | 2.263                | 53,96            |
| 2   | Assamstadt     | 2.056                | 17,20            |
| 3   | Großrinderfeld | 4.053                | 56,28            |
| 4   | Igersheim      | 5.653                | 42,84            |
| 5   | Königheim      | 3.153                | 61,23            |
| 6   | Werbach        | 3.478                | 43,18            |
| 7   | Wittighausen   | 1.701                | 32,36            |

Wspólnoty administracyjne:
| Lp. | Nazwa wspólnoty administracyjnej | Ludność (31.12.2010) | Powierzchnia km² | Liczba gmin |
| --- | -------------------------------- | -------------------- | ---------------- | ----------- |
| 1   | Bad Mergentheim                  | 30.103               | 190,01           | 3           |
| 2   | Boxberg                          | 9.230                | 155,77           | 2           |
| 3   | Grünsfeld                        | 5.404                | 77,08            | 2           |
| 4   | Tauberbischofsheim               | 23.785               | 230,00           | 4           |